# Il capitano della Djumna
Il capitano della Djumna è un romanzo del 1897 di Emilio Salgari.

## Trama
Un giovane ufficiale inglese di servizio in India, mentre va a caccia sulle coste del golfo del Bengala, nel raccogliere un'oca migratrice da lui uccisa, trova, legato sotto un'ala, uno strano e sconcertante documento: il diario di un capitano della marina mercantile, che racconta come il suo equipaggio, sobillato da due furfanti, gli si sia ribellato, lo abbia derubato di un carico prezioso e se ne sia andato abbandonandolo, solo con il suo cane, sulla sua nave, la Djumna, naufragata sulle coste di un'isola dell'arcipelago delle Andamane. Profondamente commosso e turbato, il giovane ufficiale noleggia una nave e organizza una spedizione di soccorso per ritrovare e salvare il disgraziato capitano, nella speranza che sia ancora vivo. E rintracciato il principale autore del tradimento, che nel frattempo ha eliminato tutti i complici per godersi da solo le ricchezze rubate, lo imbarca come prigioniero per farsi condurre da lui sul luogo del naufragio. Ma il furfante, per salvare la pelle, trama la rovina della spedizione…